# Psyrassa unicolor
Psyrassa unicolor là một loài bọ cánh cứng trong họ Cerambycidae.